# Волнухино
Волнухино (укр. Волнухине) — село в Лутугинском районе Луганской области Украины. Под контролем самопровозглашённой Луганской Народной Республики. Административный центр Волнухинского сельского совета.

## История
Во второй половине XX века к Волнухину присоединена деревня Михайло-Лазаревка.

## География
Село расположено на реке под названием Луганчик. Ближайшие населённые пункты: сёла Шёлковая Протока и Ореховка (выше по течению Луганчика) на юго-западе, посёлки Лесное на западе, Успенка и город Лутугино на северо-западе, посёлок Георгиевка на севере, сёла Глафировка и Переможное на северо-востоке, Новофёдоровка (примыкает), Петро-Николаевка, Верхняя Ореховка (все три ниже по течению Луганчика), а также Карла Либкнехта, на востоке, Каменка на юго-востоке, Македоновка на юге.

## Население
Население по переписи 2001 года составляло 259 человек.

## Общие сведения
Почтовый индекс — 92031. Телефонный код — 6436. Занимает площадь 7,371 км².

## Местный совет
92031, Луганская обл., Лутугинский р-н, с. Новофёдоровка, ул. Советская, д. 23; тел. 99-2-60